# Монте Виста
Монте Виста (на английски: Monte Vista) е град в окръг Рио Гранде, щата Колорадо, САЩ. Монте Виста е с население от 4529 жители (2000) и обща площ от 5 km². Намира се на 2336 m надморска височина. ЗИП кодът му е 81135, 81144, а телефонният му код е 719.